# Clendinning Park
Clendinning Park är en park i Kanada.   Den ligger i provinsen British Columbia, i den sydvästra delen av landet, 3 600 km väster om huvudstaden Ottawa. Clendinning Park ligger 2 160 meter över havet.
Terrängen runt Clendinning Park är bergig åt sydost, men åt nordväst är den kuperad. Trakten runt Clendinning Park är nära nog obefolkad, med mindre än två invånare per kvadratkilometer.. Det finns inga samhällen i närheten. 
Trakten runt Clendinning Park är permanent täckt av is och snö.